# Вільярехо-Пер'єстебан
Вільярехо-Пер'єстебан (ісп. Villarejo-Periesteban) — муніципалітет в Іспанії, у складі автономної спільноти Кастилія-Ла-Манча, у провінції Куенка. Населення — 439 осіб (2010).
Муніципалітет розташований на відстані близько 120 км на південний схід від Мадрида, 34 км на південний захід від Куенки.

## Демографія
Динаміка населення (INE ):